# Sastav Reka
Sastav Reka (izvirno srbsko Састав Река) je naselje v Srbiji, ki upravno spada pod Občino Crna Trava; slednja pa je del Jablaniškega upravnega okraja.

## Demografija
V naselju živi 33 polnoletnih prebivalcev, pri čemer je njihova povprečna starost 38,3 let (36,4 pri moških in 40,2 pri ženskah). Naselje ima 12 gospodinjstev, pri čemer je povprečno število članov na gospodinjstvo 3,33.
To naselje je, glede na rezultate popisa iz leta 2002, večinoma srbsko, v času zadnjih treh popisov pa je opazno zmanjšanje števila prebivalcev.
|  |

| Demografija | Demografija     | Demografija     |
| Leto        | Št. prebivalcev | Št. prebivalcev |
| ----------- | --------------- | --------------- |
|             |                 |                 |
|             |                 |                 |
|             |                 |                 |
|             |                 |                 |
| 1948        | -               |                 |
| 1953        | 11              |                 |
| 1961        | 18              |                 |
| 1971        | 21              |                 |
| 1981        | 55              |                 |
| 1991        | 53              | 53              |
| 2002        | 40              | 40              |
|             |                 |                 |

| Etnična sestava po popisu iz leta 2002 | Etnična sestava po popisu iz leta 2002 | Etnična sestava po popisu iz leta 2002 | Etnična sestava po popisu iz leta 2002 | Etnična sestava po popisu iz leta 2002 |
| -------------------------------------- | -------------------------------------- | -------------------------------------- | -------------------------------------- | -------------------------------------- |
| Srbi                                   | Srbi                                   |                                        | 37                                     | 92,5%                                  |
| Neznano                                | Neznano                                |                                        | 3                                      | 7,5%                                   |